# Šta bi dao da si na mom mjestu
Šta bi dao da si na mom mjestu (trad. Cosa darei perché tu fossi al mio posto) è il secondo album in studio del gruppo rock jugoslavo Bijelo Dugme, pubblicato nel 1975.

## Tracce
Tutte le tracce sono state scritte da Goran Bregović, eccetto dove indicato.
1. Tako ti je, mala moja, kad ljubi Bosanac – 3:52
2. Hop-cup – 2:18
3. Došao sam da ti kažem da odlazim – 3:36
4. Ne gledaj me tako i ne ljubi me više – 6:46
5. Požurite, konji moji – 7:17
6. Bekrija si cijelo selo viče, e pa jesam, šta se koga tiče – 2:47
7. Šta bi dao da si na mom mjestu – 7:42 (testo: Duško Trifunović)

## Formazione
- Goran Bregović - chitarra, armonica
- Željko Bebek - voce, basso
- Zoran Redžić - basso
- Ipe Ivandić - batteria
- Vlado Pravdić - organo, sintetizzatore, piano